# Gan Eng Teck
Gan Eng Teck (ur. 15 sierpnia 1933, zm. 7 kwietnia 2013) – singapurski piłkarz wodny, olimpijczyk.
W 1956 roku wystąpił w piłce wodnej na igrzyskach w Melbourne. Zagrał we wszystkich pięciu spotkaniach, które reprezentacja Singapuru rozegrała na tym turnieju. Drużyna ta przegrała wszystkie pojedynki i zajęła ostatnie 10. miejsce.
Zdobył siedem medali podczas igrzysk Azji Południowo-Wschodniej. Trzykrotny medalista igrzysk azjatyckich (złoto w 1954 roku, a także srebro w latach 1958 i 1966).
Wraz z nim w kadrze reprezentacji Singapuru występował jego brat Gan Eng Joo.